# HMS Southampton (1912)

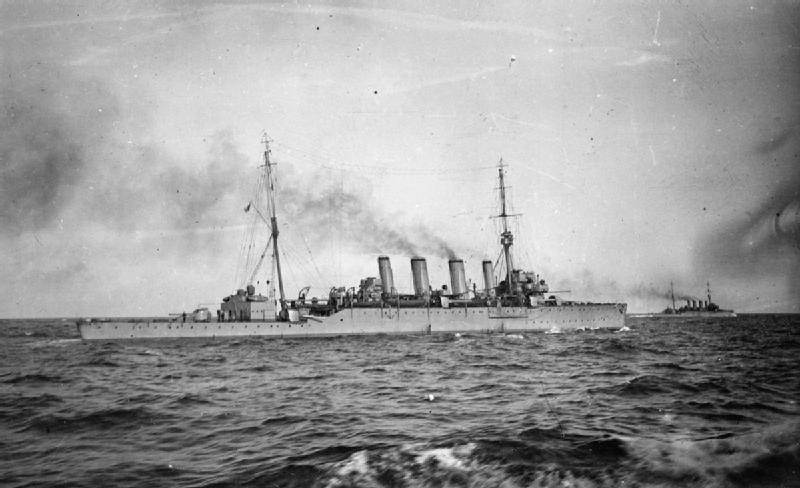
HMS Southampton

HMS Southampton var en lätt kryssare från den tredje serien av Town-klassen. Hennes systerfartyg var HMS Dublin och HMS Chatham.